# Farbaky János
Farbaky János (18. század) evangélikus lelkészjelölt.

## Élete
Árva vármegyéből származott. Előbb Magyarországon tanult, majd 1736 és 1741 között altdorfievangélikus egyetem hallgatója volt. 

## Munkái
- Brevis exercitatio theologica de principali fidei evangelicae articulo, nempe de Justitis Christi nobis per fidem imputata minime vero putativa ex dicto ad Philipp. III. 9. sub praesidio Joh. Balth. Bernholdi, Altorfii, 1736.
- XAPAKTEPIΣMOΣ fidei verae et falsae ex Jacobi II. 26. Altdorfii, 1737.
- Disputatio thelologico-philosphica methodo scientifica conscripta de origine mali ex principiis rationis et revelationis demonstrata sub praesidio Christophori Friderici Tresenreuteri. Altorfii, 1740.
- Disputatio posterior de permissione mali. Altorfii, 1741. (Az előbbinek II. része).
- Examen Vulgarium quarundam theologiae divisionum praesidr Ch. Frid. Tresenreutero, Altorfii, 1741.